# Я на горку шла
«Я на горку шла» (другое название — «Уморилась») — русская народная песня, ставшая одной из наиболее популярных и узнаваемых в исполнении Лидии Руслановой.

## История
Как отмечают различные источники, песня является народной по происхождению. Так, создатель документальной повести «Легенды и жизнь Лидии Руслановой» уверен, что «Уморилась» — отнюдь не авторское произведение:

Урядник Мало-Сердобинской волости, соседней с волостью Даниловской, доносил в 1911 году начальству в Петровск: «Песни крестьян также мало отличаются от общих песен Саратовской губернии или большей частью употребляются лишь куплеты песен с припеванием, например: „Я на горку шла, тяжело несла, уморилась“ и т. п.».— Вардугин В. Легенды и жизнь Лидии Руслановой — С. 127.
 Со слов урядника выходило, что «в сёлах Петровского уезда популярна именно эта припевка: „Я на горку шла, тяжело несла… Уморилась, уморилась, уморилася…“».
Лидия Русланова была не первой знаменитой певицей, включившей данную песню в свой репертуар. По словам одного из исследователей (считавшего произведение авторским), «игровая песенка „Уморилась“» звучала и в исполнении Анастасии Вяльцевой, часто в самом конце «вяльцевской программы в качестве прощального шлягера».

## Отзывы критиков
Многие критики и биографы Лидии Руслановой причисляют песню к наиболее популярным из репертуара великой певицы. Говоря о знаменитых исполнительницах «русского жанра», Виктор Боков замечает:

Вспомним озорной, знобящий, как ветер Волги, голос Руслановой, её кокетливые, игривые нотки, редкостное мастерство певицы, которая была способна одним только словом «уморёхнулся» создать образ героини в песне «Я на горку шла»…— Кто есть кто: Зыкина Людмила Георгиевна. — С. 578.
В книге Николая Палькина приводится следующая оценка манеры исполнения песни Лидией Руслановой:

Многих восхищал руслановский шедевр «Я на горку шла» с его вроде бы уж немыслимым словесным образованием: «уморехнулся». Откуда, из каких тайников русского языка, вытащила она на свет божий это дивное словечко?— Цит. по: Н. Палькин. «Окрасился месяц багрянцем…».
Владимир Вардугин, указывая на сходство в «приёмах» Вяльцевой и Руслановой [по его мнению, каждая нередко старалась исполнить песню в конце своей программы], всё же, признаёт:

Её [Русланову] ждали города и сёла, желали видеть у себя воины отдалённых гарнизонов и полевые станы в степях… И она беспрерывно гастролировала. Тем же городам и весям, которых миновали её пути-дороги, оставались пластинки (впервые записали её в 1935 году): с патефонов и граммофонов неслись лукавые припевки в исполнении обожаемой артистки:

Я на горку шла, тяжело несла…
Уморилась, уморилась, уморилася…— Вардугин В. Легенды и жизнь Лидии Руслановой — С. 127.